# 酔わせて朝まで
「酔わせて朝まで」（よわせてあさまで）は、日本の男性歌手グループ・はやぶさの12枚目のシングル。2019年12月18日にビクターエンタテインメントから発売された。

## 概要
通常盤Aタイプと通常盤Bタイプの2タイプを発売。（カップリング曲、ジャケットは各タイプ異なる。

## 収録曲

### 通常盤Aタイプ
出典→　
1. 酔わせて朝まで（3:57）
作詩：かず翼／作曲：平義隆／編曲：内田敏夫
2. 博多祭りうた（4:32）
作詞：久仁京介／作曲：平義隆／編曲：内田敏夫
3. 酔わせて朝まで（オリジナル・カラオケ）（3:57）
4. 博多祭りうた（オリジナル・カラオケ）（4:30）

### 通常盤Bタイプ
出典→
1. 酔わせて朝まで（3:57）
作詩：かず翼／作曲：平義隆／編曲：内田敏夫
2. ブルースカイ ブルー（5:12）
作詩：阿久悠／作曲：馬飼野康二／編曲：工藤恭彦
(オリジナル歌唱 : 西城秀樹)
3. 酔わせて朝まで（オリジナル・カラオケ）（3:57）
4. ブルースカイ ブルー（オリジナル・カラオケ）（5:10）